# Calúnia (telenovela)
Calúnia foi uma telenovela brasileira apresentada pela TV Tupi de março a abril de 1966, no horário das 20h, dirigida por Wanda Kosmo e escrita por Thalma de Oliveira, baseada no texto original da mexicana Caridad Bravo Adams, La mentira.
Mesmo protagonizada por Fernanda e Sérgio, atores consagrados do teatro, a produção redundou em fracasso de audiência.

## Trama
A história de uma mulher vítima de calúnia na selva do Mato Grosso.

## Elenco
- Fernanda Montenegro .... Amália Linares-Castellanos
- Sérgio Cardoso .... Guillermo Almazán
- Geórgia Gomide .... Alejandra Linares-Castellanos
- Elísio de Albuquerque .... Tulio Linares-Castellanos
- Lélia Abramo .... Laura Nava De Linares-Castellanos
- Lima Duarte .... Moreira
- Ademir Rocha .... Carlos Alberto
- Clenira Michel .... Adélia
- Rolando Boldrin .... Belot
- Esther Mellinger .... Sofia
- João Monteiro .... Sotero
- Laudi Fernandes .... Bartira
- Dirceu Conte .... Renault